# Cristiana Capotondi
Cristiana Capotondi (ur. 13 września 1980 w Rzymie) – włoska aktorka.

## Wybrana filmografia
- 1995 – Vacanze di Natale '95
- 2001 – Mały kłopot
- 2002 – Młody Casanova jako Manon Baletti
- 2002 – Dom anioła
- 2004 – Zakochane święta jako Monica
- 2006 – Noc przed egzaminami
- 2007 – Come tu mi vuoi jako Giada
- 2007 – Wicekrólowie
- 2008 – Rebeka jako pani Jennifer De Winter
- 2009 – Sisi jako Sissi / Elżbieta Bawarska / cesarzowa Austrii
- 2011 – Infiltrowani
- 2011 – Świetna rodzina
- 2011 – La peggior settimana della mia vita